# Ржежабек, Ян
Ян Ржежабек (в старых русских источниках Режабек, чеш. Jan Řežábek; 16 мая 1852, Драгонице, ныне район Страконице, Чехия — 6 июля 1925, Писек) — чешский географ, историк и педагог.

## Биография
Учился в гимназии в Николаеве, затем окончил Карлов университет, где изучал, среди прочего, русский язык. Впоследствии перевёл на чешский язык роман И. С. Тургенева «Новь» (1884), опубликовал ряд работ по истории Руси, в том числе важную статью «Юрий II-й, последний князь всея Малыя Руси» (чеш. «Jiří II», poslední kníže veśkeré Malé Rusi; 1883, русский перевод 1907).
С 1879 г. на протяжении многих лет преподавал в основанной в 1872 году Чехословацкой коммерческой школе (чеш. Českoslovanská Akademie Obchodní), на рубеже XIX—XX вв. был её директором, в 1911 г. выпустил книгу о школе; у Ржежабека учился, в том числе русскому языку, Ярослав Гашек, в дальнейшем высмеявший своего учителя в фельетоне «Коммерческая школа» (1909).
Написал учебник по экономической географии (чеш. Zeměpis hospodářský; 1894). Был редактором-составителем первых двух выпусков «Географического сборника» (чеш. Zeměpisný sborník; Прага, 1886—1887).
Похоронен на кладбище Малвазинки в Праге.